# Palais Bassi
Pour les articles homonymes, voir Bassi.

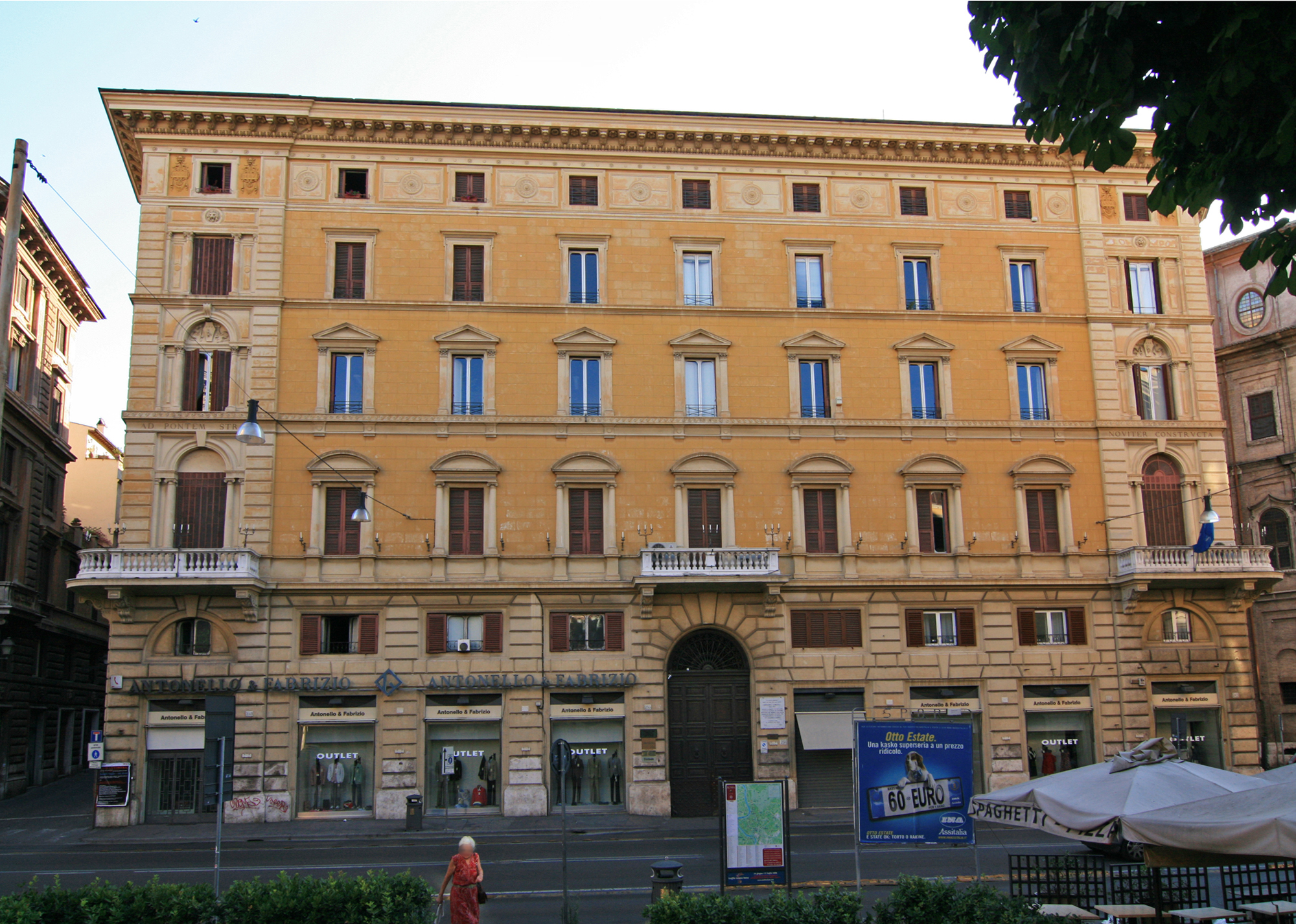
Vue de la façade de la Piazza Sforza Cesarini.

Le Palais Bassi est un palais situé au 251 Corso Vittorio Emanuele II, dans le Rione Ponte de Rome, face à la Piazza Sforza Cesarini. 

## Histoire et description
Le Palazzo Bassi a été construit entre 1886 et 1887 par l'architecte Giulio Podesti pour la famille Bassi. Il se présente sur trois étages et s'ouvre sur un portail cintré avec une belle clôture en fer forgé fermant la voûte supérieure. Le portail est flanqué de quatre portes de service, actuellement modifiées pour accueillir de petits commerces,.